# Grete Natzler
Grethe Natzler, auch Grete Natzler, in den USA Della Lind und Grete Lind Steininger, (* 19. Juni 1906 in Wien, Österreich-Ungarn; † 1. Juni 1999 in Key West, Florida, Vereinigte Staaten) war eine österreichische Schauspielerin und Operettensängerin.

## Leben und Wirken
Grethe Natzler entstammte einem alten Theatergeschlecht. Sie war die Tochter des Schauspielers und Sängers Leopold Natzler (1860–1926) und ältere Schwester der Schauspielerinnen Lizzi und Hertha Natzler sowie die Cousine des Schauspielers Alfred Reginald Natzler, genannt Reggie Nalder. Sie erhielt in ihrer Heimatstadt eine Ausbildung zur Sängerin, Tänzerin und Schauspielerin. Grethe Natzlers erstes zentrales Engagement führte sie 1927 ans Wiener Stadttheater. Dort wurde sie als Sängerin wie auch als Schauspielerin eingesetzt.
Im Jahr 1929 gab die Künstlerin ihr Debüt beim Stummfilm. Als Grete Natzler fand die Wienerin mit Anbruch des Tonfilmzeitalters reichlich Beschäftigung beim Film. Sie drehte in Berlin und Paris und spielte meist tragende Nebenrollen in heiteren Stücken, in denen man sie auch singen ließ. Im Frühjahr 1932 kehrte sie zur Bühne zurück und trat im Stück Casanova auf. Nach der Machtergreifung musste die Jüdin Deutschland verlassen und ließ sich in London nieder. Dort erhielt sie Rollen in Filmromanzen mit Musik und Gesang. Im Juli 1935 übersiedelte Grete Natzler in die USA. Dort sprach sie 1937 – erfolglos – für eine Rolle in dem Film The Last Gangster vor. Noch vor Jahresende ergatterte sie die weibliche Hauptrolle in dem Laurel-und-Hardy-Film Als Salontiroler, der ihr letzter Film bleiben sollte. Dort, wie auch nachfolgend an der Bühne, wo man sie in The Streets of Paris, Song Without Words, Music in My Heart und The Lady From Paris sah, trat sie unter dem Pseudonym Della Lind auf.
In ihren späten Lebensjahren engagierte sich die US-Staatsbürgerin (seit 1949) in einem Laurel-&-Hardy-Fanclub.
Sie war von 1930 bis zu seinem Tod im Jahr 1974 mit dem Komponisten und Dirigenten Franz Steininger verheiratet.

## Filmografie (Auswahl)
- 1929: Vater Radetzky
- 1930: Wien, du Stadt der Lieder
- 1930: Der keusche Joseph
- 1930: Dolly macht Karriere
- 1930: Ich heirate meinen Mann
- 1931: Die Fremde
- 1931: Tänzerinnen für Süd-Amerika gesucht
- 1931: Der Herzog von Reichstadt
- 1931: Der verjüngte Adolar
- 1931: Strohwitwer
- 1932: Eine Nacht im Paradies
- 1932: Melodie der Liebe
- 1933: Ein Mädel aus Wien (Going Gay)
- 1933: The Scotland Yard Mystery
- 1935: The Student’s Romance
- 1938: Dick und Doof als Salontiroler (Swiss Miss)